# South Bethlehem (Pensilvania)
South Bethlehem es un borough ubicado en el condado de Armstrong en el estado estadounidense de Pensilvania. En el año 2000 tenía una población de 444 habitantes y una densidad poblacional de 1.071,4 personas por km².

## Geografía
South Bethlehem se encuentra ubicado en las coordenadas 40°59′58″N 79°20′21″O / 40.99944, -79.33917.

## Demografía
Según la Oficina del Censo en 2000 los ingresos medios por hogar en la localidad eran de $29,688 y los ingresos medios por familia eran $43,125. Los hombres tenían unos ingresos medios de $28,269 frente a los $26,000 para las mujeres. La renta per cápita para la localidad era de $16,266. Alrededor del 11.1% de la población estaba por debajo del umbral de pobreza.